# Venetico
Venetico es una localidad italiana de la provincia de Mesina, región de Sicilia, con 3.814 habitantes.

Ubicación de la ciudad de Venetico dentro de la provincia de Mesina.

## Evolución demográfica
| Gráfica de evolución demográfica de Venetico entre 1861 y 2001 |
|                                                                |
| Fuente ISTAT - Elaboración gráfica por parte de Wikipedia      |